# Rio São João (periodiskt vattendrag i Brasilien, Pernambuco)
Rio São João är ett periodiskt vattendrag i Brasilien.   Det ligger i delstaten Pernambuco, i den östra delen av landet, 1 200 km nordost om huvudstaden Brasília.
Omgivningarna runt Rio São João är huvudsakligen savann. Runt Rio São João är det ganska glesbefolkat, med 26 invånare per kvadratkilometer.